# Команда столетия Национальной футбольной лиги

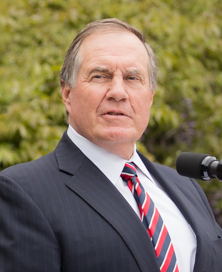
Билл Беличик, единственный действующий главный тренер, включённый в Команду столетия НФЛ.

Символическая Команда столетия Национальной футбольной лиги (англ. National Football League 100th Anniversary All-Time Team) была сформирована в 2019 году как часть мероприятий, приуроченных к проведению юбилейного сотого сезона в истории организации. Непосредственно выбором игроков в её состав занимался специально созданный комитет из двадцати шести специалистов, представлявших лигу, клубы, игроков и журналистов.
Представление игроков и тренеров Команды столетия велось в течение шести недель с 22 ноября по 27 декабря 2019 года в формате телевизионного шоу на канале NFL Network. Его ведущими выступали Рич Айзен и Крис Коллинсворт, а также действующий тренер клуба «Нью-Ингленд Пэтриотс» Билл Беличик. В 2020 году шоу NFL 100 All-Time Team получило спортивную премию «Эмми» в номинации «Лучшее студийное шоу ограниченного выпуска».

## Процесс выбора
Формирование символической сборной звёзд лиги стало одним из мероприятий, приуроченных к проведению сотого сезона в истории НФЛ. Конечной целью комитета, в состав которого вошли представители лиги, сотрудники клубов, главные тренеры, бывшие игроки и журналисты, было определение ста игроков и десяти тренеров, вошедших в историю лиги как величайшие её представители.
Определение участников комитета началось в 2018 году. Их подбором занимались вице-президент НФЛ по специальным проектам Пит Абитанте, бывший вице-президент НФЛ по работе с игроками и историк Джоэл Бассерт и представитель Зала славы профессионального футбола Джо Хорриган. По словам Абитанте, они стремились отобрать таких людей, которые с глубоким уважением относились к истории НФЛ, её команд и игроков, а также были готовы к серьёзной исследовательской работе.
В состав комитета вошло двадцать шесть специалистов, приступивших к работе 11 апреля 2018 года. Для подробного изучения игроков, выступавших в период с 1920-х по 1940-е года, внутри комитета была образована рабочая группа, занимавшаяся изучением доступных материалов. Её возглавляли Билл Беличик и Джон Мэдден. Их отчёт был представлен остальным членам комитета в мае. Свою работу комитет завершил 15 июня 2018 года, сформировав окончательный список игроков и тренеров, вошедших в состав Команды столетия.

### Состав комитета
Имена двадцати шести членов комитета, занимавшихся определением величайших игроков и тренеров за сто лет истории НФЛ, были опубликованы 13 ноября 2019 года.
| Специалист            | Достижения и должности                                                              |
| --------------------- | ----------------------------------------------------------------------------------- |
| Представители НФЛ     |                                                                                     |
| Джоэл Бассерт         | бывший вице-президент НФЛ по работе с игроками, историк                             |
| Джо Хорриган          | сотрудник Зала славы профессионального футбола                                      |
| Крис Уиллис           | сотрудник NFL Films, историк                                                        |
| Тренеры               |                                                                                     |
| Билл Беличик          | шестикратный победитель Супербоула                                                  |
| Дик Вермил            | победитель Супербоула                                                               |
| Тони Данджи           | победитель Супербоула, член Зала славы профессионального футбола                    |
| Дик Лебо              | двукратный победитель Супербоула, член Зала славы профессионального футбола         |
| Джон Мэдден           | победитель Супербоула, член Зала славы профессионального футбола                    |
| Дон Шула              | победитель Супербоула, член Зала славы профессионального футбола                    |
| Генеральные менеджеры |                                                                                     |
| Эрни Аккорси          | генеральный менеджер клубов НФЛ в течение восемнадцати лет                          |
| Джил Брандт           | двукратный победитель Супербоула, член Зала славы профессионального футбола         |
| Рон Вульф             | победитель Супербоула, член Зала славы профессионального футбола                    |
| Чарли Кассерли        | победитель Супербоула, генеральный менеджер клубов НФЛ в течение четырнадцати лет   |
| Билл Полиан           | победитель Супербоула, член Зала славы профессионального футбола                    |
| Игроки                |                                                                                     |
| Оззи Ньюсом           | двукратный победитель Супербоула, член Зала славы профессионального футбола         |
| Дэн Фоутс             | член Зала славы профессионального футбола, комментатор                              |
| Арт Шелл              | двукратный победитель Супербоула, член Зала славы профессионального футбола, тренер |
| Рон Яворски           | квотербек, комментатор                                                              |
| Журналисты            |                                                                                     |
| Дэйв Андерсон         | колумнист The New York Times, обладатель Пулитцеровской премии                      |
| Джуди Баттиста        | колумнист и репортёр NFL Media                                                      |
| Джарретт Белл         | колумнист USA Today                                                                 |
| Крис Берман           | ведущий канала ESPN                                                                 |
| Рик Госселин          | бывший колумнист The Dallas Morning News                                            |
| Питер Кинг            | журналист                                                                           |
| Дон Пирсон            | журналист, писатель                                                                 |
| Кареан Уильямс        | президент Ассоциации футбольных журналистов Америки                                 |

## Представление Команды столетия
Оглашение результатов работы и представление игроков и тренеров, вошедших в Команду столетия Национальной футбольной лиги началось 22 ноября 2019 года. В течение шести недель по пятницам в сети NFL Network выходило часовое шоу, во время которого ведущие Рич Айзен, Крис Коллинсворт и Билл Беличик объявляли имена нескольких тренеров и игроков, сгруппированных по позициям: раннинбеков; линейных защиты и лайнбекеров; корнербеков, сэйфти и игроков специальных команд; тайт-эндов и линейных нападения; ресиверов; квотербеков. Заключительная серия передач, посвящённая квотербекам, была двухчасовой.
В августе 2020 года шоу NFL 100 All-Time Team получило спортивную премию «Эмми» в номинации «Лучшее студийное шоу ограниченного выпуска». Билл Беличик за свою работу в рамках проекта вошёл в число претендентов на награду в номинации «Лучший студийный аналитик». 

## Список игроков и тренеров Команды столетия
Единственным критерием, по которым оценивались потенциальные члены Команды столетия, были их достижения и вклад в историю футбола. Также выбираемые игроки должны были провести не менее пяти сезонов в НФЛ, АФЛ и Всеамериканской футбольной конференции. Решением комитета сто выбранных игроков были разбиты на группы по игровым амплуа без определения мест внутри каждой из них. Среди игроков нападения было выбрано десять квотербеков, двенадцать раннинбеков, десять ресиверов, пять тайт-эндов, по семь тэклов и гардов, четыре центра. Среди игроков защиты было выбрано по семь ди-эндов и ди-тэклов, по шесть внутренних и внешних лайнбекеров, семь корнербеков, шесть сэйфти. Игроки специальных команд были представлены двумя кикерами, двумя пантерами и двумя специалистами по возвратам. Для игроков, выступавших на нескольких позициях, была определена основная.

### Игроки нападения
| Игрок             | Фото | Карьера | Достижения | Ссылки             |
| ----------------- | ---- | --- | --- | ------------------ |
| Квотербеки        |      | | |                    |
| Сэмми Бо          |      | Вашингтон Редскинс (1937—1952) | чемпион НФЛ (1937, 1942) участник Пробоула (1938—1942, 1951) член Зала славы профессионального футбола (1963)                                                                   | [ 6 ] [ 7 ] [ 8 ]  |
| Том Брэди         |      | Нью-Ингленд Пэтриотс (2000—2019) Тампа-Бэй Бакканирс (с 2020)                                                                                               | победитель Супербоула (XXXVI, XXXVIII, XXXIX, XLIX, LI, LIII) MVP НФЛ (2007, 2010, 2017) участник Пробоула (2001, 2004, 2005, 2007, 2009—2018)                                  | [ 6 ] [ 7 ] [ 9 ]  |
| Отто Грэм         |      | Кливленд Браунс (1946—1955) | чемпион НФЛ (1950, 1954, 1955) участник Пробоула (1950—1954) член Зала славы профессионального футбола (1965)                                                                   | [ 6 ] [ 7 ] [ 10 ] |
| Дэн Марино        |      | Майами Долфинс (1983—1999) | MVP НФЛ (1984) участник Пробоула (1983—1987, 1991, 1992, 1994, 1995) член Зала славы профессионального футбола (2005)                                                           | [ 6 ] [ 7 ] [ 11 ] |
| Джо Монтана       |      | Сан-Франциско Форти Найнерс (1979—1992) Канзас-Сити Чифс (1993—1994)                                                                                        | победитель Супербоула (XVI, XIX, XXIII, XXIV) MVP НФЛ (1989, 1990) участник Пробоула (1981, 1983—1985, 1987, 1989, 1990, 1993) член Зала славы профессионального футбола (2000) | [ 6 ] [ 7 ] [ 12 ] |
| Пейтон Мэннинг    |      | Индианаполис Колтс (1998—2011) Денвер Бронкос (2012—2015)                                                                                                   | победитель Супербоула (XLI, 50) MVP НФЛ (2003, 2004, 2008, 2009, 2013) участник Пробоула (1999, 2000, 2002—2010, 2012—2014)                                                     | [ 6 ] [ 7 ] [ 13 ] |
| Роджер Стобак     |      | Даллас Каубойс (1969—1979) | победитель Супербоула (VI, XII) участник Пробоула (1971, 1975—1979) член Зала славы профессионального футбола (1985)                                                            | [ 6 ] [ 7 ] [ 14 ] |
| Бретт Фарв        |      | Атланта Фэлконс (1991) Грин-Бэй Пэкерс (1992—2007) Нью-Йорк Джетс (2008) Миннесота Вайкингс (2009—2010)                                                     | победитель Супербоула (XXXI) MVP НФЛ (1995—1997) участник Пробоула (1992, 1993, 1995—1997, 2001—2003, 2007—2009) член Зала славы профессионального футбола (2016)               | [ 6 ] [ 7 ] [ 15 ] |
| Джон Элвей        |      | Денвер Бронкос (1983—1998) | победитель Супербоула (XXXII, XXXIII) MVP НФЛ (1987) участник Пробоула (1986, 1987, 1989, 1991, 1993, 1994, 1996—1998) член Зала славы профессионального футбола (2004)         | [ 6 ] [ 7 ] [ 16 ] |
| Джонни Юнайтас    |      | Балтимор Колтс (1956—1972) Сан-Диего Чарджерс (1973) | чемпион НФЛ (1958, 1959, 1968) победитель Супербоула (V) MVP НФЛ (1959, 1964, 1967) участник Пробоула (1957—1964, 1966, 1967) член Зала славы профессионального футбола (1979)  | [ 6 ] [ 7 ] [ 17 ] |
| Раннинбеки        |      | | |                    |
| Джим Браун        |      | Кливленд Браунс (1957—1965) | чемпион НФЛ (1964) MVP НФЛ (1957, 1958, 1965) участник Пробоула (1957—1965) член Зала славы профессионального футбола (1971)                                                    | [ 18 ] [ 19 ]      |
| Стив ван Бюрен    |      | Филадельфия Иглз (1944—1951) | чемпион НФЛ (1948, 1949) член Зала славы профессионального футбола (1965) | [ 18 ] [ 20 ]      |
| Эрик Дикерсон     |      | Лос-Анджелес Рэмс (1983—1987) Индианаполис Колтс (1987—1991) Лос-Анджелес Рэйдерс (1992) Атланта Фэлконс (1993)                                             | участник Пробоула (1983, 1984, 1986—1989) член Зала славы профессионального футбола (1999)                                                                                      | [ 18 ] [ 21 ]      |
| Датч Кларк        |      | Портсмут Спартанс (1931—1932) Детройт Лайонс (1934—1938) | чемпион НФЛ (1935) член Зала славы профессионального футбола (1963) | [ 18 ] [ 22 ]      |
| Эрл Кэмпбелл      |      | Хьюстон Ойлерз (1978—1984) Нью-Орлеан Сэйнтс (1984—1985) | MVP НФЛ (1979) участник Пробоула (1978—1981, 1983) член Зала славы профессионального футбола (1991)                                                                             | [ 18 ] [ 23 ]      |
| Мэрион Мотли      |      | Кливленд Браунс (1946—1953) Питтсбург Стилерз (1955) | чемпион НФЛ (1950) участник Пробоула (1950) член Зала славы профессионального футбола (1968)                                                                                    | [ 18 ] [ 24 ]      |
| Ленни Мур         |      | Балтимор Колтс (1956—1967) | чемпион НФЛ (1958, 1959) участник Пробоула (1956, 1958—1962, 1964) член Зала славы профессионального футбола (1975)                                                             | [ 18 ] [ 25 ]      |
| Уолтер Пейтон     |      | Чикаго Беарс (1975—1987) | победитель Супербоула (XX) MVP НФЛ (1977) участник Пробоула (1976—1980, 1984, 1985) член Зала славы профессионального футбола (1993)                                            | [ 18 ] [ 26 ]      |
| Барри Сандерс     |      | Детройт Лайонс (1989—1998) | MVP НФЛ (1997) участник Пробоула (1989—1998) член Зала славы профессионального футбола (2004)                                                                                   | [ 18 ] [ 27 ]      |
| Гейл Сейерс       |      | Чикаго Беарс (1965—1971) | участник Пробоула (1965—1967, 1969) член Зала славы профессионального футбола (1977)                                                                                            | [ 18 ] [ 28 ]      |
| О Джей Симпсон    |      | Баффало Биллс (1969—1977) Сан-Франциско Форти Найнерс (1978—1979)                                                                                           | MVP НФЛ (1973) участник Пробоула (1972—1976) член Зала славы профессионального футбола (1985)                                                                                   | [ 18 ] [ 29 ]      |
| Эммитт Смит       |      | Даллас Каубойс (1990—2002) Аризона Кардиналс (2003—2004) | победитель Супербоула (XXVII, XXVIII, XXX) MVP НФЛ (1993) участник Пробоула (1990—1995, 1998, 1999) член Зала славы профессионального футбола (2010)                            | [ 18 ] [ 30 ]      |
| Ресиверы          |      | | |                    |
| Рэймонд Берри     |      | Балтимор Колтс (1955—1967) | чемпион НФЛ (1958, 1959) участник Пробоула (1958—1961, 1963, 1964) член Зала славы профессионального футбола (1973)                                                             | [ 31 ] [ 32 ]      |
| Стив Ларджент     |      | Сиэтл Сихокс (1976—1989) | участник Пробоула (1978, 1979, 1981, 1984—1987) член Зала славы профессионального футбола (1995)                                                                                | [ 31 ] [ 33 ]      |
| Рэнди Мосс        |      | Миннесота Вайкингс (1998—2004, 2010) Окленд Рэйдерс (2005—2006) Нью-Ингленд Пэтриотс (2007—2010) Теннесси Тайтенс (2010) Сан-Франциско Форти Найнерс (2012) | участник Пробоула (1998—2000, 2002, 2003, 2007) член Зала славы профессионального футбола (2018)                                                                                | [ 31 ] [ 34 ]      |
| Лэнс Олворт       |      | Сан-Диего Чарджерс (1962—1970) Даллас Каубойс (1971—1972)                                                                                                   | чемпион АФЛ (1963) победитель Супербоула (VI) участник Матча всех звёзд АФЛ (1963—1969) член Зала славы профессионального футбола (1978)                                        | [ 31 ] [ 35 ]      |
| Джерри Райс       |      | Сан-Франциско Форти Найнерс (1985—2000) Окленд Рэйдерс (2001—2004) Сиэтл Сихокс (2004)                                                                      | победитель Супербоула (XXIII, XXIV, XXIX) участник Пробоула (1986—1996, 1998, 2002) член Зала славы профессионального футбола (2010)                                            | [ 31 ] [ 36 ]      |
| Пол Уорфилд       |      | Кливленд Браунс (1964—1969, 1976—1977) Майами Долфинс (1970—1974) Мемфис Саутмен (1975)                                                                     | чемпион НФЛ (1964) победитель Супербоула (VII, VIII) участник Пробоула (1964, 1968—1974) член Зала славы профессионального футбола (1983)                                       | [ 31 ] [ 37 ]      |
| Ларри Фицджеральд |      | Аризона Кардиналс (2004—н. в.) | участник Пробоула (2005, 2007—2013, 2015—2017) | [ 31 ] [ 38 ]      |
| Марвин Харрисон   |      | Индианаполис Колтс (1996—2008) | победитель Супербоула (XLI) участник Пробоула (1996—2006) член Зала славы профессионального футбола (2016)                                                                      | [ 31 ] [ 39 ]      |
| Дон Хатсон        |      | Грин-Бэй Пэкерс (1935—1945) | чемпион НФЛ (1936, 1939, 1944) участник Пробоула (1939—1942) член Зала славы профессионального футбола (1963)                                                                   | [ 31 ] [ 40 ]      |
| Элрой Хирш        |      | Чикаго Рокетс (1946—1948) Лос-Анджелес Рэмс (1949—1957) | чемпион НФЛ (1951) участник Пробоула (1951—1953) член Зала славы профессионального футбола (1968)                                                                               | [ 31 ] [ 41 ]      |
| Тайт-энды         |      | | |                    |
| Тони Гонсалес     |      | Канзас-Сити Чифс (1997—2008) Атланта Фэлконс (2009—2013) | участник Пробоула (1999—2008, 2010—2013) член Зала славы профессионального футбола (2019)                                                                                       | [ 42 ] [ 43 ]      |
| Роб Гронковски    |      | Нью-Ингленд Пэтриотс (2010—2018) Тампа-Бэй Бакканирс (2020—н. в.)                                                                                           | победитель Супербоула (XLIX, LI, LIII) участник Пробоула (2011, 2012, 2014, 2015, 2017)                                                                                         | [ 42 ] [ 44 ]      |
| Майк Дитка        |      | Чикаго Беарс (1961—1966) Филадельфия Иглз (1967—1968) Даллас Каубойс (1969—1972)                                                                            | чемпион НФЛ (1963) победитель Супербоула (VI) участник Пробоула (1961—1965) член Зала славы профессионального футбола (1988)                                                    | [ 42 ] [ 45 ]      |
| Джон Маки         |      | Балтимор Колтс (1963—1971) Сан-Диего Чарджерс (1972) | чемпион НФЛ (1968) победитель Супербоула (V) участник Пробоула (1963, 1965—1968) член Зала славы профессионального футбола (1992)                                               | [ 42 ] [ 46 ]      |
| Келлен Уинслоу    |      | Сан-Диего Чарджерс (1979—1987) | участник Пробоула (1980—1983, 1987) член Зала славы профессионального футбола (1995)                                                                                            | [ 42 ] [ 47 ]      |
| Тэклы             |      | | |                    |
| Рози Браун        |      | Нью-Йорк Джайентс (1953—1965) | чемпион НФЛ (1956) участник Пробоула (1955—1960, 1962, 1964, 1965) член Зала славы профессионального футбола (1975)                                                             | [ 42 ] [ 48 ]      |
| Форрест Грегг     |      | Грин-Бэй Пэкерс (1956, 1958—1970) Даллас Каубойс (1971) | чемпион НФЛ (1961, 1962, 1965, 1966, 1967) победитель Супербоула (I, II, VI) участник Пробоула (1959—1964, 1966—1968) член Зала славы профессионального футбола (1977)          | [ 42 ] [ 49 ]      |
| Уолтер Джонс      |      | Сиэтл Сихокс (1997—2009) | участник Пробоула (1999, 2001—2008) член Зала славы профессионального футбола (2014)                                                                                            | [ 42 ] [ 50 ]      |
| Энтони Муньос     |      | Цинциннати Бенгалс (1980—1992) | участник Пробоула (1981—1991) член Зала славы профессионального футбола (1998)                                                                                                  | [ 42 ] [ 51 ]      |
| Джонатан Огден    |      | Балтимор Рэйвенс (1996—2007) | победитель Супербоула (XXXV) участник Пробоула (1997—2007) член Зала славы профессионального футбола (2013)                                                                     | [ 42 ] [ 52 ]      |
| Кэл Хаббард       |      | Нью-Йорк Джайентс (1927—1928, 1936) Грин-Бэй Пэкерс (1929—1933, 1935) Питтсбург Пайрэтс (1936)                                                              | чемпион НФЛ (1927, 1929, 1930, 1931) член Зала славы профессионального футбола (1963)                                                                                           | [ 42 ] [ 53 ]      |
| Арт Шелл          |      | Окленд/Лос-Анджелес Рэйдерс (1968—1982) | победитель Супербоула (XI, XV) участник Пробоула (1972—1978, 1980) член Зала славы профессионального футбола (1989)                                                             | [ 42 ] [ 54 ]      |
| Гарды             |      | | |                    |
| Ларри Аллен       |      | Даллас Каубойс (1994—2005) Сан-Франциско Форти Найнерс (2006—2007)                                                                                          | победитель Супербоула (XXX) участник Пробоула (1995—2001, 2003—2006) член Зала славы профессионального футбола (2013)                                                           | [ 42 ] [ 55 ]      |
| Джин Апшоу        |      | Окленд Рэйдерс (1967—1981) | чемпион АФЛ (1967) победитель Супербоула (XI, XV) участник Пробоула (1972—1977) член Зала славы профессионального футбола (1987)                                                | [ 42 ] [ 56 ]      |
| Рэндалл Макдэниел |      | Миннесота Вайкингс (1988—1999) Тампа-Бэй Бакканирс (2000—2001)                                                                                              | участник Пробоула (1989—2000) член Зала славы профессионального футбола (2009)                                                                                                  | [ 42 ] [ 57 ]      |
| Брюс Мэттьюз      |      | Хьюстон Ойлерз (1983—1996) Теннесси Тайтенс (1997—2001) | участник Пробоула (1988—2001) член Зала славы профессионального футбола (2007)                                                                                                  | [ 42 ] [ 58 ]      |
| Джим Паркер       |      | Балтимор Колтс (1957—1967) | чемпион НФЛ (1958, 1959) участник Пробоула (1958—1965) член Зала славы профессионального футбола (1973)                                                                         | [ 42 ] [ 59 ]      |
| Дэн Фортманн      |      | Чикаго Беарс (1936—1943) | чемпион НФЛ (1940, 1941, 1943) участник Пробоула (1940—1942) член Зала славы профессионального футбола (1965)                                                                   | [ 42 ] [ 60 ]      |
| Джон Ханна        |      | Нью-Ингленд Пэтриотс (1973—1985) | участник Пробоула (1976, 1978—1985) член Зала славы профессионального футбола (1991)                                                                                            | [ 42 ] [ 61 ]      |
| Центры            |      | | |                    |
| Джим Отто         |      | Окленд Рэйдерс (1960—1974) | чемпион АФЛ (1967) участник Матча всех звёзд АФЛ (1961—1969) участник Пробоула (1970—1972) член Зала славы профессионального футбола (1980)                                     | [ 42 ] [ 62 ]      |
| Дуайт Стивенсон   |      | Майами Долфинс (1980—1987) | участник Пробоула (1983—1987) член Зала славы профессионального футбола (1998)                                                                                                  | [ 42 ] [ 63 ]      |
| Майк Уэбстер      |      | Питтсбург Стилерз (1974—1988) Канзас-Сити Чифс (1989—1990)                                                                                                  | победитель Супербоула (IX, X, XIII, XIV) участник Пробоула (1978—1985, 1987) член Зала славы профессионального футбола (1997)                                                   | [ 42 ] [ 64 ]      |
| Мел Хейн          |      | Нью-Йорк Джайентс (1931—1945) | чемпион НФЛ (1934, 1938) участник Пробоула (1938—1941) член Зала славы профессионального футбола (1963)                                                                         | [ 42 ] [ 65 ]      |

### Игроки защиты
| Игрок                 | Фото | Карьера | Достижения | Ссылки         |
| --------------------- | ---- | --- | --- | -------------- |
| Ди-энды               |      | | |                |
| Дуг Аткинс            |      | Кливленд Браунс (1953—1954) Чикаго Беарс (1955—1966) Нью-Орлеан Сэйнтс (1967—1969)                                                               | чемпион НФЛ (1954, 1963) участник Пробоула (1957—1963, 1965) член Зала славы профессионального футбола (1982)                                                                      | [ 66 ] [ 67 ]  |
| Дикон Джонс           |      | Лос-Анджелес Рэмс (1961—1971) Сан-Диего Чарджерс (1972—1973) Вашингтон Редскинс (1974)                                                           | участник Пробоула (1964—1970, 1972) член Зала славы профессионального футбола (1980)                                                                                               | [ 66 ] [ 68 ]  |
| Джино Маркетти        |      | Даллас Тексанс (1952) Балтимор Колтс (1953—1964, 1966)                                                                                           | чемпион НФЛ (1958, 1959) участник Пробоула (1954—1964) член Зала славы профессионального футбола (1972)                                                                            | [ 66 ] [ 69 ]  |
| Ли Рой Селмон         |      | Тампа-Бэй Бакканирс (1976—1984) | участник Пробоула (1979—1984) член Зала славы профессионального футбола (1995) | [ 66 ] [ 70 ]  |
| Брюс Смит             |      | Баффало Биллс (1985—1999) Вашингтон Редскинс (2000—2003)                                                                                         | участник Пробоула (1987—1990, 1992—1998) член Зала славы профессионального футбола (2009)                                                                                          | [ 66 ] [ 71 ]  |
| Реджи Уайт            |      | Мемфис Шоубоутс (1984—1985) Филадельфия Иглз (1985—1992) Грин-Бэй Пэкерс (1993—1998) Каролина Пэнтерс (2000)                                     | победитель Супербоула (XXXI) участник Пробоула (1987—1990, 1992—1998) член Зала славы профессионального футбола (2006)                                                             | [ 66 ] [ 72 ]  |
| Билл Хьюитт           |      | Чикаго Беарс (1932—1936) Филадельфия Иглз (1937—1939) Стиглз (1943)                                                                              | чемпион НФЛ (1932, 1933) член Зала славы профессионального футбола (1971) | [ 66 ] [ 73 ]  |
| Тэклы                 |      | | |                |
| Бак Бьюкенен          |      | Канзас-Сити Чифс (1963—1975) | чемпион АФЛ (1966, 1969) победитель Супербоула (IV) участник Матча всех звёзд АФЛ (1964—1969) участник Пробоула (1970, 1971) член Зала славы профессионального футбола (1990)      | [ 66 ] [ 74 ]  |
| Джо Грин              |      | Питтсбург Стилерз (1969—1981) | победитель Супербоула (IX, X, XIII, XIV) участник Пробоула (1969—1976, 1978, 1979) член Зала славы профессионального футбола (1987)                                                | [ 66 ] [ 75 ]  |
| Боб Лилли             |      | Даллас Каубойс (1961—1974) | победитель Супербоула (VI) участник Пробоула (1962, 1964—1973) член Зала славы профессионального футбола (1980)                                                                    | [ 66 ] [ 76 ]  |
| Мерлин Олсен          |      | Лос-Анджелес Рэмс (1962—1976) | участник Пробоула (1962—1975) член Зала славы профессионального футбола (1982) | [ 66 ] [ 77 ]  |
| Алан Пейдж            |      | Миннесота Вайкингс (1967—1978) Чикаго Беарс (1978—1981)                                                                                          | чемпион НФЛ (1969) MVP НФЛ (1971) участник Пробоула (1968—1976) член Зала славы профессионального футбола (1988)                                                                   | [ 66 ] [ 78 ]  |
| Джон Рэндл            |      | Миннесота Вайкингс (1990—2000) Сиэтл Сихокс (2001—2003)                                                                                          | участник Пробоула (1993—1998, 2001) член Зала славы профессионального футбола (2010)                                                                                               | [ 66 ] [ 79 ]  |
| Рэнди Уайт            |      | Даллас Каубойс (1975—1988) | победитель Супербоула (XII) участник Пробоула (1977—1985) член Зала славы профессионального футбола (1994)                                                                         | [ 66 ] [ 80 ]  |
| Внешние лайнбекеры    |      | | |                |
| Чак Беднарик          |      | Филадельфия Иглз (1949—1962) | чемпион НФЛ (1949, 1960) участник Пробоула (1950—1954, 1956, 1957, 1960) член Зала славы профессионального футбола (1967)                                                          | [ 66 ] [ 81 ]  |
| Бобби Белл            |      | Канзас-Сити Чифс (1963—1974) | чемпион АФЛ (1966, 1969) победитель Супербоула (IV) участник Матча всех звёзд АФЛ (1964—1969) участник Пробоула (1970—1972) член Зала славы профессионального футбола (1986)       | [ 66 ] [ 82 ]  |
| Деррик Брукс          |      | Тампа-Бэй Бакканирс (1995—2008) | победитель Супербоула (XXXVII) участник Пробоула (1997—2006, 2008) член Зала славы профессионального футбола (2014)                                                                | [ 66 ] [ 83 ]  |
| Лоуренс Тейлор        |      | Нью-Йорк Джайентс (1981—1993) | победитель Супербоула (XXI, XXV) MVP НФЛ (1986) участник Пробоула (1981—1990) член Зала славы профессионального футбола (1999)                                                     | [ 66 ] [ 84 ]  |
| Тед Хендрикс          |      | Балтимор Колтс (1969—1973) Грин-Бэй Пэкерс (1974) Окленд/Лос-Анджелес Рэйдерс (1975—1983)                                                        | победитель Супербоула (V, XI, XV, XVIII) участник Пробоула (1971—1974, 1980—1983) член Зала славы профессионального футбола (1990)                                                 | [ 66 ] [ 85 ]  |
| Джек Хэм              |      | Питтсбург Стилерз (1971—1982) | победитель Супербоула (IX, X, XIII, XIV) участник Пробоула (1973—1980) член Зала славы профессионального футбола (1988)                                                            | [ 66 ] [ 86 ]  |
| Внутренние лайнбекеры |      | | |                |
| Дик Баткас            |      | Чикаго Беарс (1965—1973) | участник Пробоула (1965—1972) член Зала славы профессионального футбола (1979) | [ 66 ] [ 87 ]  |
| Джек Ламберт          |      | Питтсбург Стилерз (1974—1984) | победитель Супербоула (IX, X, XIII, XIV) участник Пробоула (1975—1983) член Зала славы профессионального футбола (1990)                                                            | [ 66 ] [ 88 ]  |
| Уилли Ланир           |      | Канзас-Сити Чифс (1967—1977) | чемпион АФЛ (1969) победитель Супербоула (IV) участник Матча всех звёзд АФЛ (1968, 1969) участник Пробоула (1970—1975) член Зала славы профессионального футбола (1986)            | [ 66 ] [ 89 ]  |
| Рэй Льюис             |      | Балтимор Рэйвенс (1996—2012) | победитель Супербоула (XXXV, XLVII) участник Пробоула (1997—2001, 2003, 2004, 2006—2011) член Зала славы профессионального футбола (2018)                                          | [ 66 ] [ 90 ]  |
| Джуниор Сейо          |      | Сан-Диего Чарджерс (1990—2002) Майами Долфинс (2003—2005) Нью-Ингленд Пэтриотс (2006—2009)                                                       | участник Пробоула (1991—2002) член Зала славы профессионального футбола (2015) | [ 66 ] [ 91 ]  |
| Джо Шмидт             |      | Детройт Лайонс (1953—1965) | чемпион НФЛ (1953, 1957) участник Пробоула (1954—1963) член Зала славы профессионального футбола (1973)                                                                            | [ 66 ] [ 92 ]  |
| Корнербеки            |      | | |                |
| Мел Блаунт            |      | Питтсбург Стилерз (1970—1983) | победитель Супербоула (IX, X, XIII, XIV) участник Пробоула (1975, 1976, 1978, 1979, 1981) член Зала славы профессионального футбола (1989)                                         | [ 93 ] [ 94 ]  |
| Уилли Браун           |      | Денвер Бронкос (1963—1966) Окленд Рэйдерс (1967—1978)                                                                                            | чемпион АФЛ (1967) победитель Супербоула (XI) участник Матча всех звёзд АФЛ (1964, 1965, 1967—1969) участник Пробоула (1970—1973) член Зала славы профессионального футбола (1984) | [ 93 ] [ 95 ]  |
| Род Вудсон            |      | Питтсбург Стилерз (1987—1996) Сан-Франциско Форти Найнерс (1997) Балтимор Рэйвенс (1998—2001) Окленд Рэйдерс (2002—2003)                         | победитель Супербоула (XXXV) участник Пробоула (1989—1994, 1996, 1999—2002) член Зала славы профессионального футбола (2009)                                                       | [ 93 ] [ 96 ]  |
| Даррелл Грин          |      | Вашингтон Редскинс (1983—2002) | победитель Супербоула (XXII, XXVI) участник Пробоула (1984, 1986, 1987, 1990, 1991, 1996, 1997) член Зала славы профессионального футбола (2008)                                   | [ 93 ] [ 97 ]  |
| Найт Трейн Лейн       |      | Лос-Анджелес Рэмс (1952—1953) Чикаго Кардиналс (1954—1959) Детройт Лайонс (1960—1965)                                                            | участник Пробоула (1954—1956, 1958, 1960—1962) член Зала славы профессионального футбола (1974)                                                                                    | [ 93 ] [ 98 ]  |
| Дейон Сандерс         |      | Атланта Фэлконс (1989—1993) Сан-Франциско Форти Найнерс (1994) Даллас Каубойс (1995—1999) Вашингтон Редскинс (2000) Балтимор Рэйвенс (2004—2005) | победитель Супербоула (XXIX, XXX) участник Пробоула (1991—1994, 1996—1999) член Зала славы профессионального футбола (2011)                                                        | [ 93 ] [ 99 ]  |
| Майк Хейнс            |      | Нью-Ингленд Пэтриотс (1976—1982) Лос-Анджелес Рэйдерс (1983—1989)                                                                                | победитель Супербоула (XVIII) участник Пробоула (1976—1980, 1982, 1984—1986) член Зала славы профессионального футбола (1997)                                                      | [ 93 ] [ 100 ] |
| Сэйфти                |      | | |                |
| Джек Кристиансен      |      | Детройт Лайонс (1951—1958) | чемпион НФЛ (1952, 1953, 1957) участник Пробоула (1953—1957) член Зала славы профессионального футбола (1970)                                                                      | [ 93 ] [ 101 ] |
| Ронни Лотт            |      | Сан-Франциско Форти Найнерс (1981—1990) Лос-Анджелес Рэйдерс (1991—1992) Нью-Йорк Джетс (1993—1994)                                              | победитель Супербоула (XVI, XIX, XXIII, XXIV) участник Пробоула (1981—1984, 1986—1991) член Зала славы профессионального футбола (2000)                                            | [ 93 ] [ 102 ] |
| Эд Рид                |      | Балтимор Рэйвенс (2002—2012) Хьюстон Тексанс (2013) Нью-Йорк Джетс (2013)                                                                        | победитель Супербоула (XLVII) участник Пробоула (2003, 2004, 2006—2012) член Зала славы профессионального футбола (2019)                                                           | [ 93 ] [ 103 ] |
| Эмлин Туннелл         |      | Нью-Йорк Джайентс (1948—1958) Грин-Бэй Пэкерс (1959—1961)                                                                                        | чемпион НФЛ (1959, 1961) участник Пробоула (1950—1957, 1959) член Зала славы профессионального футбола (1967)                                                                      | [ 93 ] [ 104 ] |
| Ларри Уилсон          |      | Сент-Луис Кардиналс (1960—1972) | участник Пробоула (1962, 1963, 1965—1970) член Зала славы профессионального футбола (1978)                                                                                         | [ 93 ] [ 105 ] |
| Кен Хьюстон           |      | Хьюстон Ойлерз (1967—1972) Вашингтон Редскинс (1973—1980)                                                                                        | чемпион АФЛ (1967) победитель Супербоула (XI) участник Матча всех звёзд АФЛ (1968, 1969) участник Пробоула (1970—1979) член Зала славы профессионального футбола (1986)            | [ 93 ] [ 106 ] |

### Игроки специальных команд
| Игрок          | Фото | Карьера                                                                                          | Достижения | Ссылки         |
| -------------- | ---- | ------------------------------------------------------------------------------------------------ | --- | -------------- |
| Кикеры         |      |                                                                                                  | |                |
| Адам Винатьери |      | Нью-Ингленд Пэтриотс (1996—2005) Индианаполис Колтс (2006—2019)                                  | победитель Супербоула (XXXVI, XXXVIII, XXXIX, XLI) участник Пробоула (2002, 2004, 2014)                                                                                              | [ 93 ] [ 107 ] |
| Ян Стенеруд    |      | Канзас-Сити Чифс (1967—1979) Грин-Бэй Пэкерс (1980—1983) Миннесота Вайкингс (1984—1985)          | чемпион АФЛ (1969) победитель Супербоула (IV) участник Матча всех звёзд АФЛ (1968, 1969) участник Пробоула (1970, 1971, 1975, 1984) член Зала славы профессионального футбола (1991) | [ 93 ] [ 108 ] |
| Пантеры        |      |                                                                                                  | |                |
| Рэй Гай        |      | Окленд/Лос-Анджелес Рэйдерс (1973—1986)                                                          | победитель Супербоула (XI, XV, XVIII) участник Пробоула (1973—1978, 1980) член Зала славы профессионального футбола (2014)                                                           | [ 93 ] [ 109 ] |
| Шейн Леклер    |      | Окленд Рэйдерс (2000—2012) Хьюстон Тексанс (2013—2017)                                           | участник Пробоула (2001, 2004, 2007—2011) | [ 93 ] [ 110 ] |
| Возвращающие   |      |                                                                                                  | |                |
| Билли Джонсон  |      | Хьюстон Ойлерз (1974—1980) Атланта Фэлконс (1982—1987) Вашингтон Редскинс (1988)                 | участник Пробоула (1975, 1977, 1983) | [ 93 ] [ 111 ] |
| Девин Хестер   |      | Чикаго Беарс (2006—2013) Атланта Фэлконс (2014—2015) Балтимор Рэйвенс (2016) Сиэтл Сихокс (2016) | участник Пробоула (2006, 2007, 2010, 2014) | [ 93 ] [ 112 ] |

### Тренеры
| Игрок         | Фото | Карьера                                                                                   | Достижения | Ссылки          |
| ------------- | ---- | ----------------------------------------------------------------------------------------- | --- | --------------- |
| Билл Беличик  |      | Кливленд Браунс (1991—1995) Нью-Ингленд Пэтриотс (2000—н. в.)                             | победитель Супербоула (XXXVI, XXXVIII, XXXIX, XLIX, LI, LIII) тренер года НФЛ (2003, 2007, 2010)                                                 | [ 113 ] [ 114 ] |
| Пол Браун     |      | Кливленд Браунс (1946—1962) Цинциннати Бенгалс (1968—1975)                                | чемпион НФЛ (1950, 1954, 1955) тренер года НФЛ (1970) член Зала славы профессионального футбола (1967)                                           | [ 115 ] [ 116 ] |
| Джо Гиббс     |      | Вашингтон Редскинс (1981—1992, 2004—2007)                                                 | победитель Супербоула (XVII, XXII, XXVI) тренер года НФЛ (1982, 1983) член Зала славы профессионального футбола (1966)                           | [ 117 ] [ 118 ] |
| Винс Ломбарди |      | Грин-Бэй Пэкерс (1959—1967) Вашингтон Редскинс (1969)                                     | чемпион НФЛ (1961, 1962, 1965, 1966, 1967) победитель Супербоула (I, II) тренер года НФЛ (1959) член Зала славы профессионального футбола (1970) | [ 119 ] [ 120 ] |
| Керли Лэмбо   |      | Грин-Бэй Пэкерс (1919—1949) Чикаго Кардиналс (1950—1951) Вашингтон Редскинс (1952—1953)   | чемпион НФЛ (1929, 1930, 1931, 1936, 1939, 1944) член Зала славы профессионального футбола (1963)                                                | [ 121 ] [ 122 ] |
| Том Лэндри    |      | Даллас Каубойс (1960—1988)                                                                | победитель Супербоула (VI, XII) тренер года НФЛ (1966) член Зала славы профессионального футбола (1990)                                          | [ 123 ] [ 124 ] |
| Чак Нолл      |      | Питтсбург Стилерз (1969—1991)                                                             | победитель Супербоула (IX, X, XIII, XIV) член Зала славы профессионального футбола (1993)                                                        | [ 125 ] [ 126 ] |
| Билл Уолш     |      | Сан-Франциско Форти Найнерс (1979—1988)                                                   | победитель Супербоула (XVI, XIX, XXIII) тренер года НФЛ (1981) член Зала славы профессионального футбола (1993)                                  | [ 127 ] [ 128 ] |
| Джордж Халас  |      | Декейтур Стейлиз/Чикаго Стейлиз/Чикаго Беарс (1920—1929, 1933—1942, 1946—1955, 1958—1967) | победитель Супербоула (VII, VIII) тренер года НФЛ (1964, 1967, 1968, 1972) член Зала славы профессионального футбола (1997)                      | [ 129 ] [ 130 ] |
| Дон Шула      |      | Балтимор Колтс (1963—1969) Майами Долфинс (1970—1995)                                     | чемпион НФЛ (1921, 1933, 1940, 1941, 1946, 1963) тренер года НФЛ (1963, 1965) член Зала славы профессионального футбола (1963)                   | [ 131 ] [ 132 ] |